# 滑津村
滑津村（なめつむら）は福島県西白河郡にかつて存在した村である。

## 地理
現在の中島村の北部に位置する。
村は阿武隈川の西岸に位置する。
村域のほとんどは平地になっている。

## 歴史

### 村域の変遷
- 1889年（明治22年）4月1日 - 町村制施行により、滑津村・松崎村が合併し西白河郡滑津村が発足。
- 1955年（昭和30年）1月1日 - 滑津村は吉子川村と合併し中島村が発足。滑津村は消滅。
- 1970年（昭和45年） - 旧滑津村の一部（滑津の一部）は石川郡石川町に編入。

変遷表
| 1868年 以前 | 1868年 以前   | 明治22年 4月1日 | 昭和30年 1月1日 | 昭和45年 | 現在   |
| ----------- | ------------- | --------------- | --------------- | -------- | ------ |
|             | 松崎村        | 滑津村          | 中島村          | 中島村   | 中島村 |
|             | 滑津村        | 滑津村          | 中島村          | 中島村   | 中島村 |
|             | 石川町 に編入 | 滑津村          | 中島村          | 石川町   |        |

## 大字
- 滑津（なめつ）
- 松崎（まつざき）

## 人口・世帯

### 人口
総数 [単位： 人]
| 1891年（明治24年） | 1,359 |
| 1920年（大正 9年） | 1,691 |
| 1947年（昭和22年） | 3,108 |

### 世帯
総数 [単位： 世帯]
| 1920年（大正 9年） | 314 |
| 1947年（昭和22年） | 489 |